# Шестая проблема Гильберта
Шестая проблема Гильберта — одна из проблем, поставленных Давидом Гильбертом в его докладе на II Международном Конгрессе математиков в Париже в 1900 году. Эта проблема посвящена вопросу аксиоматизации теоретической физики. Проблему можно считать частично решённой или некорректно поставленной в зависимости от интерпретации первоначальной формулировки Гильберта..

## Проблема в формулировке Гильберта
Шестую проблему Гильберт формулировал следующим образом (перевод с английского издания):

6. Математическая трактовка аксиом физики. Исследования основ геометрии наталкивают на проблему: таким же образом, с помощью аксиом, трактовать те физические науки, в которых уже сегодня математика играет важную роль; на первом месте стоят теория вероятностей и механика.

С дальнейшим пояснением:

Что касается аксиом теории вероятностей, то мне кажется желательным, чтобы их логическое исследование сопровождалось строгим и удовлетворительным развитием метода средних значений в математической физике и, в частности, в кинетической теории газов. ... Работа Больцмана о принципах механики выдвигает проблему математического развития ограничивающих процессов, которые там просто указаны, которые ведут от атомистического взгляда к законам движения сплошных сред.

Сам Гильберт считал важнейшими два вопроса.
1. Аксиоматизацию теории вероятностей, которая является фундаментом статистической физики.
2. Строгую теорию предельных процессов «которые ведут от атомистической точки зрения к законам движения континуума».

В 1933 году Колмогоров на базе теории меры построил аксиоматику теории вероятностей, которая сегодня является общепринятой.
В 1990—2000 годах несколькими группами математиков были получены важные результаты и по второму вопросу

## Современное состояние проблемы
В настоящее время наиболее общими аксиоматически построенными физическими теориями являются общая теория относительности, которая описывает гравитационное взаимодействие и квантовая механика со стандартной моделью, которые описывают три остальных взаимодействия. Но поскольку квантовой теории гравитации пока не существует, эти теории нельзя объединить. В этом смысле шестая проблема Гильберта не решена.
В 2025 году группа математиков вывела полный набор уравнений жидкости, включая уравнение Эйлера и уравнения Навье — Стокса, непосредственно из законов Ньютона.